# Tempelhof-Schöneberg
Tempelhof-Schöneberg es el séptimo distrito de Berlín, Alemania. Tiene una población estimada, a fines de 2020, de 349 539 habitantes.
Este distrito se formó en 2001 por la fusión de los distritos de Tempelhof y Schöneberg. Este distrito se sitúa al sur de la ciudad y comparte fronteras con los distritos de Mitte y Friedrichshain-Kreuzberg, con los distritos de Charlottenburg-Wilmersdorf y Steglitz-Zehlendorf al oeste y con Neukölln hacia el este. Al sur hace fronteras con el Estado de Brandeburgo.

## Localidades

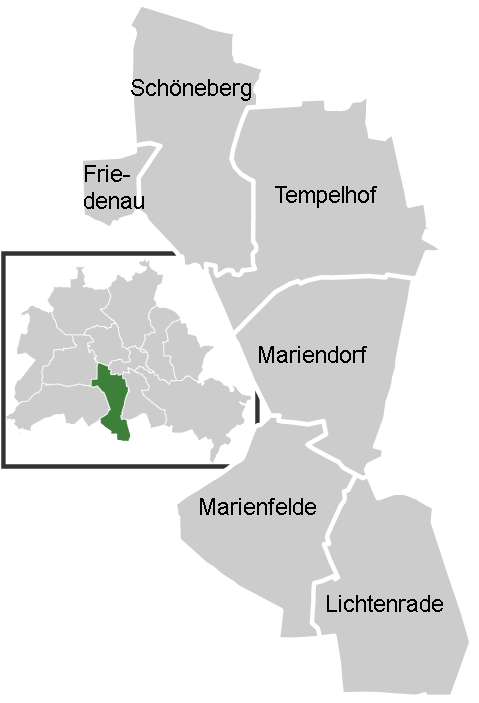
Localidades de Tempelhof-Schöneberg

El distrito de Tempelhof-Schöneberg consta de seis localidades:
- Schöneberg
- Friedenau
- Tempelhof
- Mariendorf
- Marienfelde
- Lichtenrade

## Administración
La alcaldesa del distrito Tempelhof-Schöneberg (Bezirkbürgermeisterin) es Angelika Schöttler, del partido político SPD.

División de los escaños del Parlamento del distrito Tempelhof-Schöneberg en 2016.

El Parlamento del distrito (Bezirksverordenetenversammlung) estaba conformado por los siguientes partidos políticos en 2016:
- SPD, 15 miembros
- Grüne, 13 miembros
- CDU, 12 miembros
- AfD, 6 miembros
- Die Linke, 5 miembros
- FDP, 4 miembros

## Ciudades hermanadas
- Ahlen, Alemania desde 1964
- Amstelveen, Países Bajos desde 1957
- Bad Kreuznach, Alemania desde 1964
- Municipio de Barnet, Londres, Reino Unido
- Charleston (Carolina del Sur), Estados Unidos
- Koszalin, Polonia desde 1995
- Nahariya, Israel desde 1970
- Distrito de Paderborn, Alemania desde 1962
- Penzberg, Alemania desde 1964
- Distrito de Teltow-Fläming, Alemania desde 1991
- Distrito de Werra-Meißner, Alemania desde 1957
- Wuppertal, Alemania desde 1964